# سال سوغویان
سال سوغویان (انگلیسی: Sal Soghoian؛ زادهٔ) دانشمند رایانه، و مهندس ارمنی‌تبار اهل ایالات متحده آمریکا است. وی همچنین یک نویسنده و نوازنده است. سوغویان در ژانویه سال ۱۹۹۷ به شرکت اپل پیوست و مدیر تولید فناوری‌های خودکار شد. این فناوری‌ها عبارتند از: اسکریپ‌اپل، سرویس، ترمینال، تنظیم خودکار اپل، و غیره. سوغویان در سال ۲۰۱۶ هنگامی که موقعیت خود را در اپل از دست داد این کمپانی را ترک کرد.